# Hollywood Heights (Los Angeles)
Hollywood Heights è un quartiere sulle Hollywood Hills nella città di Los Angeles in California.
I suoi confini sono ad ovest la Highland Avenue, l'anfiteatro Hollywood Bowl a nord e la Franklin Avenue a sud. 
Fu sviluppato all'inizio del 1902 come parte del tratto Hollywood-Ocean View dall'imprenditore Hobart Johnstone Whitley e conserva un certo numero di edifici di interesse storico.

## Residenti celebri
- Wilfred Buckland[5]
- Edgar Rice Burroughs[6]
- Francis Ford Coppola
- Marguerite De La Motte[7]
- Robert Edeson[8]
- Errol Flynn
- Phillips Holmes[9]
- Taylor Holmes[9]
- Carrie Jacobs-Bond[6]
- George Melford[10]
- Lloyd Rigler[6]
- Helen Walker[11]